# Luigi Nava
Pour les articles homonymes, voir Nava.
Luigi Nava (Turin, 13 juin 1851 - Alexandrie, 9 juillet 1928) était un général italien. 
Il participe aux faits coloniaux italiens dans la Corne de l'Afrique, dont le point culminant est la bataille d'Adoua, où il est blessé et fait prisonnier par les Abyssins. Devenu lieutenant général (Tenente generale), il est nommé, lors de la mobilisation générale de 1915, commandant de la 4e armée, avant d'être démis de ses fonctions quatre mois après l'entrée en guerre de l'Italie.

## Biographie
Né à Turin le 13 juin 1851, fils de Giacomo Antonio et Elisabetta Salino, il entre à l'Académie royale militaire d'artillerie et du génie de Turin (Accademia Militare di Torino) le 22 septembre 1867, qu'il quitte avec le grade de sous-lieutenant (sottotenente) à l'état-major de l'artillerie en juillet 1870. Il est promu lieutenant (tenente) le 25 juillet 1872 et sert dans le 3e régiment d'artillerie de campagne, où il devient adjudant (aiutante maggiore) dans le 2e régiment. En 1874, il commence à fréquenter l'école de guerre de Turin, pour des postes à l'état-major général, dont il sort en 1877. Promu capitaine (capitano) en août 1878, il rejoint le corps d'état-major général et sert d'abord dans la division d'Alexandrie, puis dans le commandement du IIIe corps d'armée. Il devient major (maggiore) en octobre 1885, servant comme commandant de bataillon dans le 4e régiment d'infanterie "Piémonte".

### Les campagnes africaines
Après la bataille de Dogali, livrée le 26 janvier 1887,  qui se solde par la défaite italienne, le nouveau chef du gouvernement Francesco Crispi décide de poursuivre les hostilités en envoyant un corps expéditionnaire de 20 000 hommes, dont il devient commandant du corps spécial, en tant que chef d'état-major des troupes africaines. À partir d'octobre de la même année, il participe à plusieurs opérations de guerre dans le cadre de la première guerre d'Afrique, dont la réoccupation du fort de Saati, en tant que commandant du bataillon de Bersaglieri du 1er régiment "Cacciatori d'Africa" .
 Il rentre en Italie en mai 1888 pour servir d'abord au XIIe puis au IXe corps d'armée. En novembre 1889, il est promu lieutenant-colonel (tenente colonnello) et sert comme chef d'état-major de la division de Milan.
En mai 1890, il retourne en Érythrée comme lieutenant-colonel, sous les ordres du général Alessandro Asinari di San Marzano, participant à la campagne de 1890-91 en tant qu'officier attaché au gouverneur. Il retourne en Italie en avril 1892 et est promu colonel (colonnello) le 23 novembre 1893. En janvier 1894, il devient commandant du 40e régiment d'infanterie "Bologne", alors stationné à Milan. Il retourne en Érythrée à temps pour participer à la guerre d'Abyssinie, affecté, en tant que commandant du 5e régiment d'infanterie d'Afrique, à la 3e brigade du général Giuseppe Ellena.Il atteint le théâtre des opérations le 12 janvier 1896, à temps pour participer à la bataille d'Adoua, où il tente en vain de barrer la route à l'avancée ennemie avec une compagnie de soldats  alpini et le 16e bataillon du 5e régiment d'infanterie. Blessé par un coup de lance, il est fait prisonnier par Ras Mangascià, qui lui réserve un traitement de faveur avant de le libérer. Pour son action à Adoua, il est décoré de la croix de chevalier de l'ordre militaire de Savoie.
En décembre 1897, il devient aide de camp honoraire du roi Umberto Ier. À la fin de son séjour au service du roi, il retourne à l'état-major général et sert pendant trois ans comme attaché militaire à l'ambassade d'Italie à Vienne. Le 19 avril 1900, il est élevé au rang de général de division (maggiore generale) et, après un mois, il prend le commandement de la brigade "Acqui", qu'il conserve jusqu'en septembre 1906. Il prend ensuite le commandement de l'école militaire de Modène, et le 10 avril 1907, il est élevé au rang de lieutenant général (tenente generale). En 1909-10, il commande la 15e division à Florence et, à partir du 30 septembre 1910, le XIe corps d'armée à Bari. Du 17 décembre 1911 au 1er octobre 1914, il est commandant du VIe corps d'armée à Bologne, et le 30 août, il reçoit la désignation de commandant d'armée possible en cas de guerre, ayant l'estime de Giovanni Giolitti.

### La Première Guerre mondiale
Avec l'entrée en guerre du royaume d'Italie le 24 mai 1915, il prend le commandement de la 4e armée, ayant son quartier général à Vittorio Veneto, qui déploie ses forces du Passo Cereda au Monte Peralba (sources du Piave) sur un front d'environ 75 km. Dans les intentions du général Luigi Cadorna, commandant suprême du Regio Esercito, elle devait passer à l'offensive générale en commençant par la conquête des forts de Sexten, Landro et Valparola, ce qui donnait à l'action un caractère fort. Le premier objectif de l'opération était de s'emparer de la droite de la jonction de Toblach et de la gauche des collines entourant le groupe de montagnes de Sella.
A la fin du mois de juin 1915, il demande l'exonération de son subordonné, le général Pietro Marini, dont la faute est d'avoir imprudemment occupé le Sass de Sasso di Stria et Cadorna, qui ne partage pas l'estime dans laquelle son subordonné est presque unanimement crédité, accepte la demande. Toutefois, le 25 septembre de la même année, Cadorna le disculpe également et le remplace par le général Mario Nicolis di Robilant.
La raison officielle est que:

Dans les quinze premiers jours des opérations, il n'a pas agi avec empressement et énergie, profitant de sa supériorité de forces, et a exercé le commandement avec une décision insuffisante. 

En 1916, il se voit confier la présidence de la Commission sanitaire centrale, qu'il occupe jusqu'en février 1917. À partir du 1er mars de la même année, il est placé en position de service auxiliaire. En avril 1918, il demande, en vain, au nouveau commandant suprême de l'armée, le général Armando Diaz, d'être réadmis au commandement d'une unité mobilisée. Toutefois, cela s'est avéré presque impossible compte tenu de la position qu'il avait occupée auparavant et du manque de commandements d'armée disponibles par rapport à l'abondance de candidats pour les diriger.

### Mémoires écrits après la guerre
En juin 1919, il quitte le service actif et entre dans la réserve, rédigeant deux volumes de mémoires, auxquels il confie la défense de ses actions, notamment contre les accusations du général Luigi Capello, qui lui reproche le retard excessif des opérations d'attaque de la 4e Armée et de ne pas avoir occupé le bassin de Cortina d'Ampezzo avant le 13e jour de la guerre. Il répond aux accusations en arguant du retard et de l'insuffisance numérique de l'artillerie de siège mise à sa disposition, sans laquelle il était criminellement irréaliste de s'attaquer aux ouvrages permanents et aux défenses de campagne mis en place par les Autrichiens à Cadore et Ampezzo.
Les deux volumes, comme d'autres écrits polémiques de généraux disculpés pendant la Première Guerre mondiale, n'ont pas été largement diffusés. Le 2 juin 1921, il est définitivement mis à la retraite pour cause d'ancienneté et inscrit dans la réserve, où en novembre 1924 il est nommé général d'armée (generale d'armata), avec une ancienneté au 1er février de l'année précédente. Deux ans plus tard, il a également pu obtenir une révision partielle de son ordre d'exemption, qui reconnaissait son service actif du 1er mars 1917 au 11 juin 1919. Il est décédé à Alexandrie le 9 juillet 1928.

## Décorations
- Chevalier de l'ordre militaire de Savoie
 - Croix du Mérite de la guerre - 9 avril 1919
 - Chevalier de l'ordre de la Couronne d'Italie
 - Officier de l'ordre de la Couronne d'Italie
 - Commandeur de l'ordre de la Couronne d'Italie
 - Grand officier de l'ordre de la Couronne d'Italie - 1904 
 - Grand cordon de l'ordre de la Couronne d'Italie - 1913
 - Chevalier de l'ordre des Saints-Maurice-et-Lazare
 - Officier de l'ordre des Saints-Maurice-et-Lazare
 - Commandeur de l'ordre des Saints-Maurice-et-Lazare - 1909

## Source
- (it) Cet article est partiellement ou en totalité issu de l’article de Wikipédia en italien intitulé « Luigi Nava » (voir la liste des auteurs).